# San Marcos Yachihuacaltepec
San Marcos Yachihuacaltepec är en ort i Mexiko.   Den ligger i kommunen Toluca och delstaten Mexiko, i den sydöstra delen av landet, 60 km väster om huvudstaden Mexico City. San Marcos Yachihuacaltepec ligger 2 639 meter över havet och antalet invånare är 4 597.
Terrängen runt San Marcos Yachihuacaltepec är huvudsakligen platt, men den allra närmaste omgivningen är kuperad. Runt San Marcos Yachihuacaltepec är det mycket tätbefolkat, med 2 103 invånare per kvadratkilometer. Närmaste större samhälle är Toluca, 4,8 km sydost om San Marcos Yachihuacaltepec. Runt San Marcos Yachihuacaltepec är det i huvudsak tätbebyggt.